# Clathria tricurvatifera
Clathria tricurvatifera är en svampdjursart som beskrevs av Carter 1876. Clathria tricurvatifera ingår i släktet Clathria och familjen Microcionidae. Inga underarter finns listade i Catalogue of Life.